# Gaurnadi
Gaurnadi è un sottodistretto (upazila) del Bangladesh situato nel distretto di Barisal, divisione di Barisal. Si estende su una superficie di 144,18 km² e conta una popolazione di 180.219 abitanti (dato censimento 1991).